# Discorso indiretto
Il discorso indiretto è il modo in cui vengono riportate, in una proposizione subordinata, parole dette in precedenza.
Da un lato, c'è la possibilità di riportare quanto è stato detto usando il discorso diretto, cioè ripetendo l'enunciato in forma invariata e usando per esempio le virgolette:
Luigi XIV disse: "Lo Stato sono io".
Con il discorso indiretto, al contrario, l'enunciato viene integralmente incorporato in quello di chi lo sta citando:
Luigi XIV disse che lo Stato era lui.
Dato che il contesto in cui l'enunciato viene prodotto non è più lo stesso, nasce la necessità di adattare ogni forma di deissi, cioè tutte le indicazioni di tempo, persona e di luogo.

## Discorso indiretto e concordanza grammaticale dei tempi
Nella trasposizione dal discorso diretto al discorso indiretto, le indicazioni temporali vanno adattate alle regole della concordanza dei tempi: nell'esempio del re Luigi, il presente della prima frase diventerà dunque imperfetto.
Va comunque detto che (sempre secondo le regole della concordanza), se il tempo della principale è il presente, l'indicativo presente viene mantenuto e cambia solo la persona, dalla prima alla terza (Luigi XIV dice che il re è lui).
Se la frase principale è ad un tempo passato (imperfetto, passato remoto, trapassato, il più delle volte passato prossimo), i tempi dell'enunciato citato andranno adattati in questo modo:
| Forme verbali                                | Discorso diretto                                   | Discorso indiretto                                  |
| -------------------------------------------- | -------------------------------------------------- | --------------------------------------------------- |
| presente → imperfetto                        | Luigi disse: "Mario lavora troppo"                 | Luigi disse che Mario lavorava troppo               |
| passato prossimo → trapassato prossimo       | Luigi disse: "Mario ha lavorato troppo"            | Luigi disse che Mario aveva lavorato troppo         |
| futuro → condizionale passato                | Luigi disse: "Mario lavorerà troppo"               | Luigi disse che Mario avrebbe lavorato troppo       |
| condizionale presente → condizionale passato | Luigi disse: "Mario vorrebbe lavorare"             | Luigi disse che Mario avrebbe voluto lavorare       |
| imperfetto → imperfetto                      | Luigi disse: "Mario voleva lavorare ma non poteva" | Luigi disse che Mario voleva lavorare ma non poteva |
| imperativo → infinito combinato a di         | Luigi disse a Mario: "Lavora!"                     | Luigi disse a Mario di lavorare                     |

## Adattamento della persona
I pronomi personali vanno adattati al contesto; questo vuol dire che la deissi personale va adattata in modo tale che il significato della frase non venga stravolto.
- Luigi XIV disse: "Lo stato sono io".

diventa dunque
- Luigi XIV disse che lo stato era lui.

In altre parole, la prospettiva di chi parla al discorso diretto viene sostituita con la prospettiva della persona che riferisce quanto letto o sentito.

## Adattamento della deissi temporale e spaziale
Anche dal punto di vista temporale e spaziale, la deissi deve essere adattata al nuovo contesto, quello in cui l'enunciato viene ripreso. Per illustrare questo fenomeno, si ricorre ad un nuovo esempio:
- Gianna mi ha detto un mese fa: "verrò lì da te domani"

diventerà
- Gianna mi ha detto un mese fa che sarebbe venuta qui da me il giorno dopo.

Nella lingua corrente, i fenomeni di adattamento della  deissi temporale e spaziale sono numerosi: qui diventa normalmente lì; questo può diventare quello; domani viene riportato di solito con l'anaforico l'indomani, mentre ieri diventa il giorno prima.